# L'Île-d'Orléans
A Regionalidade Municipal do Condado de L'Île-d'Orléans está situada na região de Capitale-Nationale na província canadense de Quebec. Com uma área de quase duzentos quilómetros quadrados, tem, segundo o censo de 2006, uma população de cerca de seis mil pessoas sendo comandada pela fregueia de Sainte-Famille. Ela é composta por 6 municipalidades: 4 municípios, 1 freguesias e 1 aldeia.

## Municipalidades

### Municípios
- Saint-François-de-l'Île-d'Orléans
- Saint-Jean-de-l'Île-d'Orléans
- Saint-Laurent-de-l'Île-d'Orléans
- Saint-Pierre-de-l'Île-d'Orléans

### Freguesia
- Sainte-Famille

### Aldeia
- Sainte-Pétronille